# دووندریک واکر
دووندریک واکر (انگلیسی: Devondrick Walker؛ زادهٔ ۱۱ ژوئیهٔ ۱۹۹۲) بازیکن بسکتبال اهل ایالات متحده آمریکا است.